# Hyphydrus jaechi
Hyphydrus jaechi – gatunek wodnego chrząszcza z rodziny pływakowatych, podrodziny Hydroporinae i plemienia Hyphydrini.

## Taksonomia
Gatunek opisany został w 1989 roku przez Günthera Wewalkę i Olofa Biströma. Zaliczany jest do grupy gatunków signatus.

## Opis
Osiąga od 4,5 do 5 mm długości ciała. Przednie krętarze samców z niewielkim wcięciem o ostrych krawędziach, symetryczne. Podstawowe segmenty stóp środkowych odnóży u samców silnie powiększone. Penis posiada wierzchołkowo-boczną kępkę włosków, w obrysie części przedniej widzianej z boku jest zakrzywiony. W widoku grzbietowym płatki penisa nie są przedłużone zewnętrznie, wierzchołkowo.

## Występowanie
Gatunek ten jest endemitem Indonezji.